# J. D. Vance
James David Vance, nato James Donald Bowman e noto semplicemente come J. D. Vance o JD Vance (Middletown, 2 agosto 1984), è un politico e scrittore statunitense, 50º Vicepresidente degli Stati Uniti d'America dal 20 gennaio 2025.
Membro del Partito Repubblicano, in precedenza, Vance è stato senatore per lo Stato dell'Ohio dal 3 gennaio 2023 al 10 gennaio 2025.
Vance è stato dapprima assai critico di Donald Trump in occasione delle elezioni del 2016, ma ha cambiato opinione dopo aver annunciato la propria candidatura al Senato con il partito repubblicano. Da aperto e schietto esponente del movimento Never Trump, Vance, durante il suo mandato di senatore, è passato ad assumere il ruolo di "incrollabile lealista di Trump e accanito difensore dell’ex presidente – dalle affermazioni secondo cui le elezioni del 2020 sarebbero state rubate, all’affermazione secondo cui il presidente sarebbe immune da procedimenti penali".

## Biografia
James David Vance è nato il 2 agosto 1984 a Middletown, Ohio, tra Cincinnati e Dayton, come James Donald Bowman, figlio di Donald Bowman e Bev Vance. Di origine scozzese-irlandese, sua madre e suo padre divorziarono quando Vance era un bambino. Poco dopo fu adottato dal terzo marito di sua madre.
L'infanzia di Vance è stata segnata dalla povertà e dagli abusi, e sua madre ha lottato con la tossicodipendenza. Lui e sua sorella Lindsay sono stati cresciuti principalmente dai nonni materni, James (1929-1997) e Bonnie Vance (nata Blanton; 1933-2005), che chiamavano "Mamaw and Papaw". JD in seguito si chiamò James David Hamel, cognome del patrigno, fino ad adottare il cognome Vance in onore dei nonni.
Dopo essersi diplomato alla Middletown High School nel 2003, una scuola superiore pubblica nella sua città natale, si è quindi arruolato nel Corpo dei Marines degli Stati Uniti. Alla fine del 2005 è stato inviato in Iraq come corrispondente di guerra per sei mesi. Lì, fu assegnato alla sezione Affari Pubblici del 2nd Marine Aircraft Wing. Questo periodo di servizio è stato descritto come "il capitolo decisivo della sua vita", dove sviluppò per la prima volta un senso di scopo.
Nel 2009, Vance si è laureato summa cum laude presso l'Università statale dell'Ohio con un Bachelor of Arts in scienze politiche e filosofia. Lesse le parabole del filosofo anglicano Basil Mitchell, che all'epoca sconvolsero il suo pensiero e, dice, "da allora ci ho pensato costantemente". In questo periodo, ha lavorato per il senatore repubblicano Bob Schuler.
Dopo essersi laureato all'Università statale dell'Ohio, Vance frequenta la Law School di Yale. Durante il suo primo anno, la professoressa Amy Chua lo convinse a scrivere il suo libro di memorie, Hillbilly Elegy. È stato redattore di The Yale Law Journal e nel 2013 ha ottenuto una specializzazione (Juris Doctor degree) in giurisprudenza. Dopo essere stato assunto presso uno studio legale aziendale, Vance si è trasferito a San Francisco per lavorare nel settore tecnologico. Ha lavorato come mandante presso la società di venture capital di Peter Thiel, Mithril Capital.
Nel 2016 Harper ha pubblicato il libro di Vance, Elegia americana (titolo originale: Hillbilly Elegy: A Memoir of a Family and Culture in Crisis). Era nell'elenco dei best seller del New York Times nel 2016 e nel 2017. È stato finalista per il Dayton Literary Peace Prize 2017 e vincitore dell'Audie Award for Nonfiction 2017. Il New York Times lo ha definito "uno dei sei migliori libri per aiutare a comprendere la vittoria di Trump". Il Washington Post lo ha definito la "voce della Rust Belt", mentre The New Republic lo ha criticato definendolo "il diffamatore bianco preferito dai media liberali" e il "falso profeta dell'America blu". L'economista William Easterly, originario della Virginia Occidentale, ha criticato il libro: "L'analisi sciatta di gruppi di persone - élite costiere, America delle aree interne, musulmani, immigrati, persone senza laurea, di tutto e di più - è diventata routine. E sta uccidendo la nostra politica." Nel dicembre 2016 Vance ha dichiarato di volersi trasferire in Ohio per avviare un'organizzazione no-profit, candidarsi a una carica, lavorare sulla lotta alla tossicodipendenza nella Rust Belt. 
Nel 2017 è entrato a far parte, come partner di investimento, di Revolution LLC, una società di investimento creata da Steve Case, uno dei fondatori di AOL; gli è stato assegnato il compito di espandere l'iniziativa "Rise of the Rest", che si concentra sulla crescita degli investimenti nelle regioni sottoservite al di fuori delle bolle tecnologiche della Silicon Valley e di New York. Nel gennaio 2017, Vance è diventato un collaboratore della CNN. Nell'aprile 2017, Ron Howard ha firmato per dirigere una versione cinematografica di Hillbilly Elegy, che Netflix ha pubblicato nel 2020, con Owen Asztalos e Gabriel Basso nel ruolo di Vance. Nel 2019, Vance è stato uno dei fondatori di Narya Capital, un fondo di venture capital a Cincinnati, con il sostegno finanziario di Thiel, Eric Schmidt e Marc Andreessen. Nel 2020, ha raccolto 93 milioni di dollari per l'azienda. Insieme a Thiel e all'ex consigliere di Trump Darren Blanton, Vance ha investito nella piattaforma video online canadese Rumble, un'alternativa di destra a YouTube.

## Carriera politica

### Senatore degli Stati Uniti d'America per l'Ohio (2023-2025)

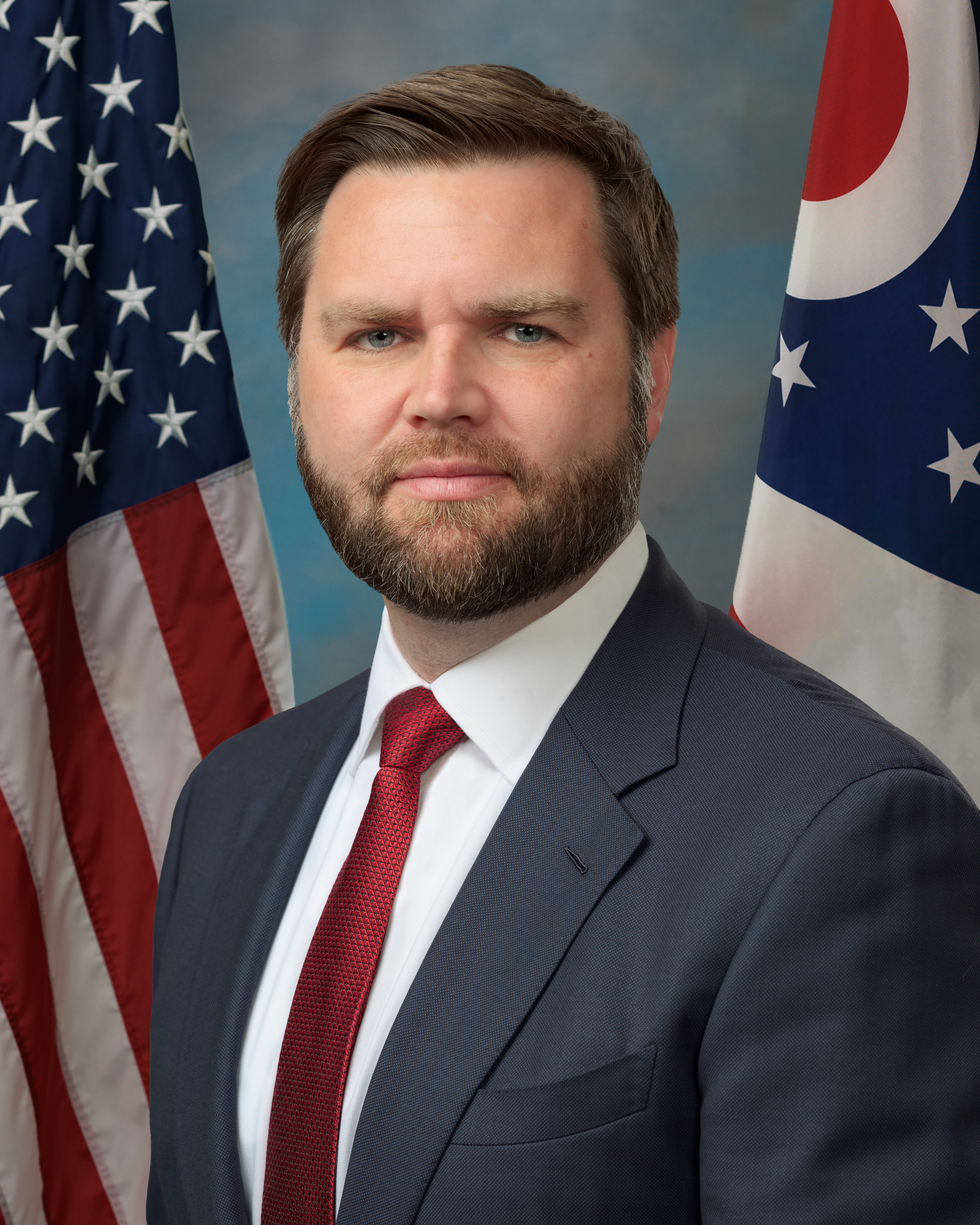
Ritratto ufficiale di J D Vance nel ruolo di senatore, 2023

Nel luglio 2021 J D Vance si è candidato per il seggio dell'Ohio al Senato lasciato vacante da Rob Portman. Il 3 maggio 2022 ha vinto le primarie del Partito Repubblicano con il 32% dei voti, prevalendo sui rivali Josh Mandel (23%) e Matt Dolan (22%). Nel corso delle primarie Vance aveva ricevuto l'endorsement dell'ex presidente Donald Trump. Alle elezioni generali dell'8 novembre è stato eletto senatore con il 53% dei voti, contro il 47% del candidato democratico Tim Ryan. 
Si è dimesso dall'incarico il 10 gennaio 2025, in vista del suo insediamento come Vicepresidente degli Stati Uniti.

### 50º Vicepresidente degli Stati Uniti d'America (2025-)
Il 15 luglio 2024, Donald Trump rivela tramite un post sul social network Truth la scelta di J. D. Vance come candidato Vicepresidente degli Stati Uniti d'America alle elezioni presidenziali del 2024. Vance è stato nominato ufficialmente nella Convenzione Nazionale Repubblicana a Milwaukee, svoltasi dal 15 al 18 luglio 2024. Il 5 novembre 2024, il ticket del Partito Repubblicano Trump-Vance vince le elezioni, prevalendo sul ticket del Partito Democratico Harris-Walz.

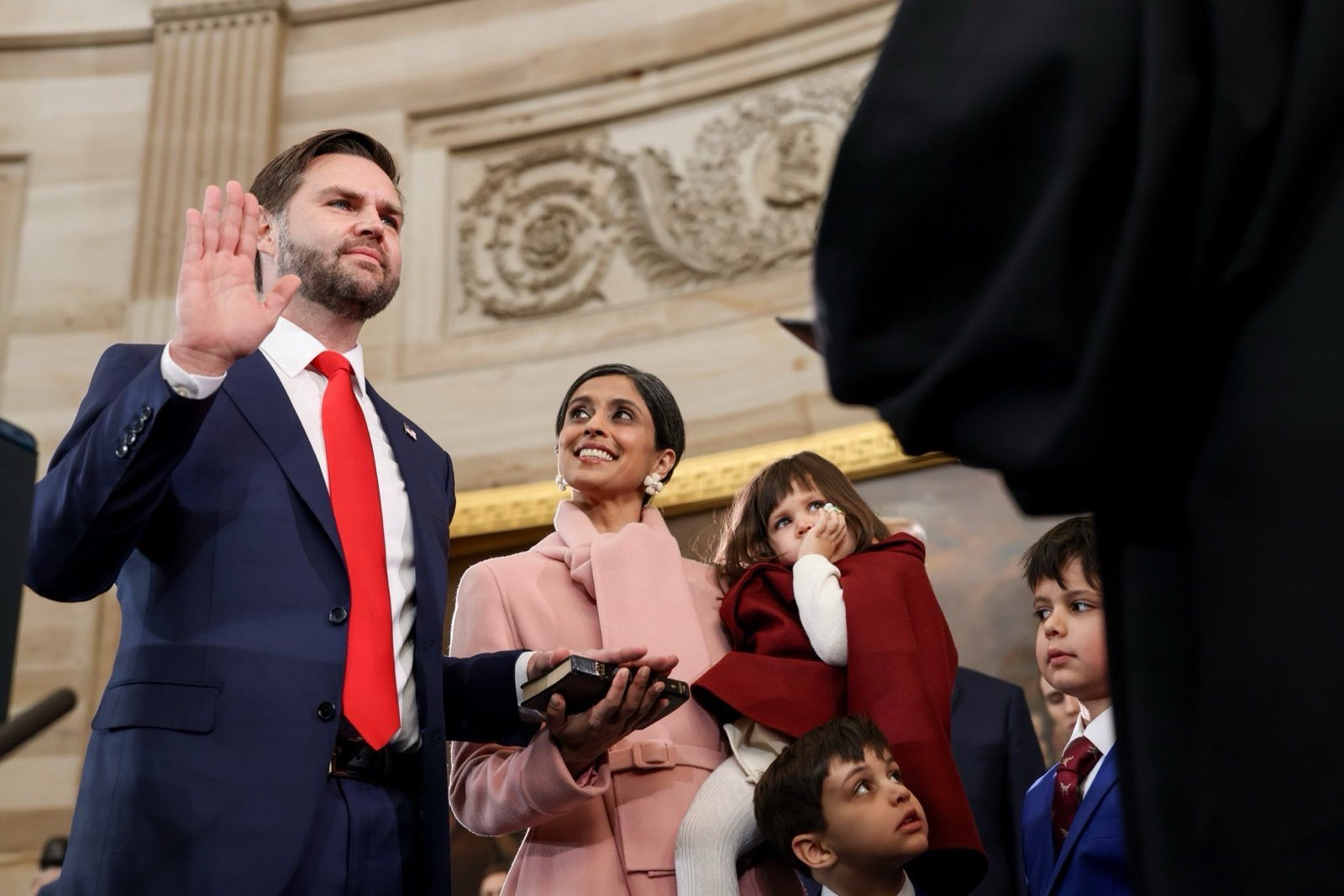
Il Vicepresidente degli Stati Uniti d'America J.D. Vance giura nella Rotunda del Campidoglio insieme alla moglie Usha Chilukuri. Washington D.C, 20 gennaio 2025.

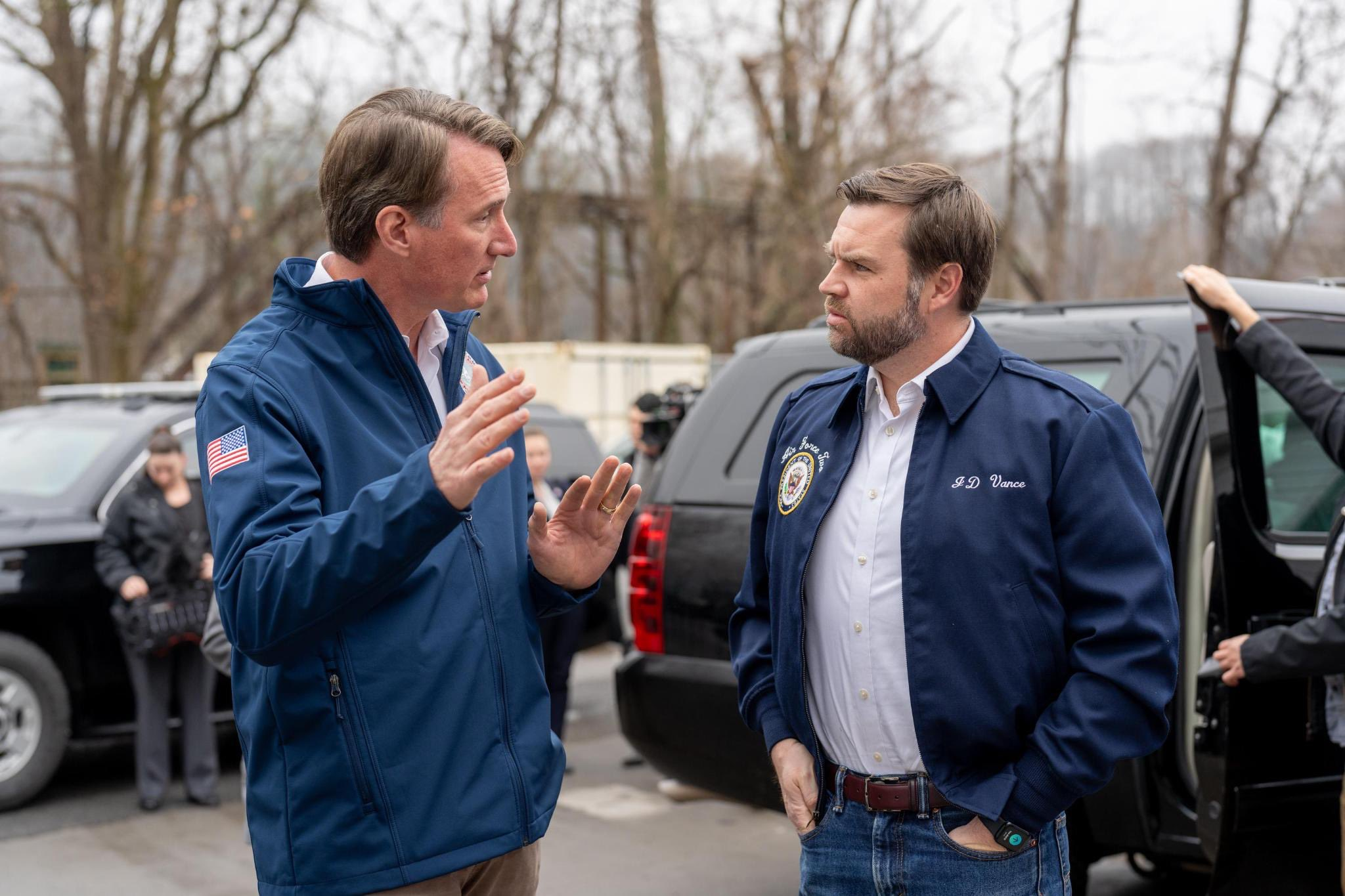
Il Vicepresidente degli Stati Uniti d'America J.D. Vance incontra il Governatore della Virginia Glenn Youngkin per monitorare la situazione dell'Uragano Helene.

Vance ha giurato come 50º Vicepresidente degli Stati Uniti d'America alle 12:00 del 20 gennaio 2025, assieme al 47° Presidente degli Stati Uniti d'America Donald Trump.
Il 14 febbraio 2025, in un discorso tenuto alla Conferenza di Monaco sulla sicurezza, ha affermato che la principale minaccia per l'Europa non proviene da forze esterne come la Russia o la Cina bensì dall'interno, cioè dagli stessi leader europei che ha accusato di minare i valori democratici reprimendo la libertà di parola e ignorando le opinioni degli elettori quando ad esempio chiedono un maggiore controllo sull'immigrazione. Ha inoltre aspramente criticato l'annullamento delle elezioni presidenziali in Romania del 2024 in quanto basato a suo dire su sospetti inconsistenti.
Il 20 aprile, J D Vance incontrò Papa Francesco a Santa Marta per scambiarsi gli auguri pasquali.

## Posizioni politiche
Durante la sua permanenza al Senato, Vance è stato descritto come un neoreazionario, un conservatore nazionale, un populista di destra, e un successore ideologico di paleoconservatori come Pat Buchanan. Ha citato Curtis Yarvin, Rod Dreher, Patrick Deneen, René Girard e Yoram Hazony come persone che lo hanno influenzato. Vance è stato etichettato come un anticonformista per la sua volontà di rompere con l'ortodossia repubblicana e sostiene l'aumento del salario minimo, la promozione della sindacalizzazione, una politica antitrust robusta e interventista, e si è opposto a molti interventi di politica estera, tra cui i continui aiuti militari americani all'Ucraina durante l'invasione russa.

### Aborto
Vance ha sostenuto il ribaltamento della sentenza Roe contro Wade da parte della Corte suprema degli Stati Uniti d'America, si oppone personalmente all'aborto, ha indicato che potrebbe sostenere un divieto federale di aborto dopo le 15 settimane, ma più recentemente ha affermato che le leggi sull'aborto dovrebbero essere stabilite dagli Stati. Quando gli è stato chiesto se le leggi sull'aborto dovrebbero includere eccezioni per lo stupro e l'incesto, ha detto: "Due torti non fanno una ragione". Tuttavia, ha anche affermato di aver sempre creduto che ci dovessero essere eccezioni per lo stupro, l'incesto e la conservazione della vita di una madre.
In un'intervista del 2022, J D Vance ha dichiarato: "Mi piacerebbe che fosse principalmente una questione di stato. L'Ohio vorrà avere una politica sull'aborto diversa da quella della California, da New York, e penso che sia ragionevole. Voglio che l'Ohio sia in grado di prendere le proprie decisioni, e voglio che i legislatori eletti dell'Ohio prendano tali decisioni. Ma penso che vada bene stabilire uno standard minimo nazionale".
Vance ha dichiarato in un'intervista al Catholic Current che "c'è qualcosa di paragonabile tra l'aborto e la schiavitù e che mentre le persone che ovviamente soffrono di più sono quelle che ne sono sottoposte, penso che abbia questo effetto moralmente distorcente sull'intera società".
Nel giugno 2024, la Corte Suprema degli Stati Uniti ha almeno temporaneamente preservato l'accesso al mifepristone stabilendo che i querelanti non erano legittimati a fare causa, dopo di che Trump ha dichiarato durante un dibattito che "era d'accordo con la loro decisione" e che non avrebbe "bloccato" il farmaco. A luglio, una settimana prima che Vance fosse annunciato come compagno di corsa di Trump, Vance ha detto a Meet the Press della NBC che anche lui sosteneva l'accesso al mifepristone.

### Immigrazione
Vance ha sostenuto che non riuscire a proteggere il confine meridionale degli Stati Uniti ha alimentato l'epidemia di oppioidi negli Stati Uniti consentendo l'immigrazione illegale e il traffico di droga nel paese, "rendendo orfana un'intera generazione di bambini". È un critico dell'immigrazione di massa, sostenendo che abbassa i salari della classe operaia americana, aumenta i prezzi delle case e aumenta la pressione sulla sicurezza sociale. Si oppone alla concessione dell'amnistia legale agli immigrati illegali negli Stati Uniti e ha sostenuto che le aziende usano l'immigrazione illegale come fonte di manodopera a basso costo per minare il mercato del lavoro interno americano. 
Vance una volta ha ammonito Trump per aver demonizzato gli immigrati, ma ha ripetutamente definito "sporchi" gli effetti dell'immigrazione illegale. Ha sostenuto la proposta di Trump per un muro lungo il confine meridionale e ha respinto l'idea che i sostenitori del muro siano razzisti. Vance ha proposto di spendere 3 miliardi di dollari per finire il muro di Trump.
Durante la corsa al Senato di Vance nel 2022, il suo avversario, il deputato democratico Tim Ryan, ha accusato Vance di sostenere la teoria del complotto della Grande Sostituzione, citando il fatto che Vance aveva detto a Tucker Carlson che i democratici "hanno deciso che non possono vincere la rielezione nel 2022 a meno che non portino un gran numero di nuovi elettori per sostituire gli elettori che sono già qui". Vance ha risposto con rabbia a Ryan: "Sei così disperato di non avere un vero lavoro che calunnierai me e calunnierai la mia famiglia", mentre ha espresso indignazione per il fatto che Ryan stesse accusando "me, il padre di tre bellissimi bambini birazziali, di impegnarmi nel razzismo". Vance ha poi sconfitto sonoramente Ryan. Durante la stessa campagna, Vance ha detto che il presidente Joe Biden stava inondando l'Ohio di droghe illegali non facendo rispettare la sicurezza al confine meridionale. Il New York Times ha definito l'affermazione "palesemente falsa", anche se numerose fonti non sono d'accordo.
Nel 2023 J D Vance ha presentato un disegno di legge che renderebbe l'inglese la lingua ufficiale degli Stati Uniti.

## Vita privata

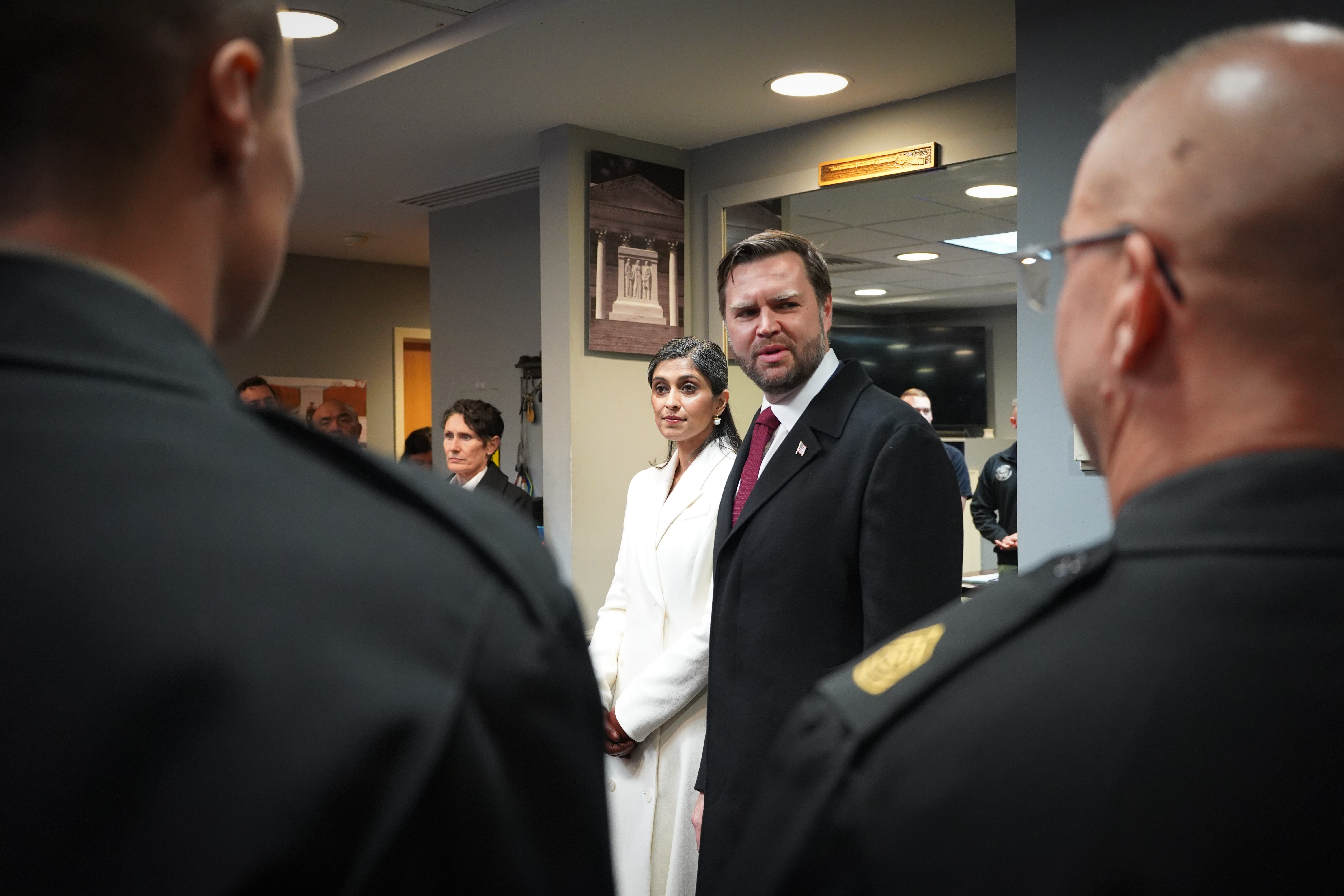
J D Vance e la moglie Usha Chilukuri

Nel 2014 J D Vance ha sposato Usha Chilukuri in Kentucky, in una cerimonia di matrimonio interreligioso: lei è indù e lui cristiano. La coppia si incontrò mentre studiava alla Yale Law School, e il loro matrimonio includeva una benedizione da parte di un pandit indù e una lettura della Bibbia da parte del "migliore amico" deputato conservatore canadese Jamil Jivani. A metà degli anni 2010, Vance e sua moglie vivevano a San Francisco. La coppia ha tre figli. 
Nel 2017 J D Vance ha ricevuto una laurea honoris causa dal Centre College. Nello stesso anno, prima che il presidente Barack Obama lasciasse l'incarico, Vance ha scritto sul New York Times che rispettava Obama a livello personale, perché Obama aveva avuto difficoltà infantili simili alle sue. 
Vance è cresciuto in un ramo "conservatore ed evangelico" del protestantesimo. Nel settembre 2016, non era "un partecipante attivo" in nessuna particolare denominazione cristiana, ma stava "pensando molto seriamente di convertirsi al cattolicesimo". Nell'agosto 2019 J D Vance è stato battezzato e cresimato nella Chiesa cattolica in una cerimonia presso il priorato di St. Gertrude a Cincinnati, Ohio. Scelse Sant'Agostino d'Ippona come santo della sua cresima. Vance ha detto di essersi convertito perché "si è convinto nel tempo che il cattolicesimo era vero […] e Agostino mi ha dato un modo per comprendere la fede cristiana in modo fortemente intellettuale", descrivendo ulteriormente l'influenza della teologia cattolica sulle sue opinioni politiche.

## Opere
- Elegia americana (ed. orig. 2016), traduzione italiana di Roberto Merlini, Garzanti, Milano 2017, ISBN 978-88-111-4726-8.[74]